# Bireme Diouf
Bireme Diouf (Tiébissou, 2 luglio 1984) è un ex calciatore ivoriano, di ruolo attaccante.

## Carriera
Ha iniziato a giocare in patria con il Sabé Sports nel 2004. Dal 2006 al 2021 ha militato in vari club thailandesi, dove ha giocato complessivamente 187 partite nella massima serie locale.

## Statistiche

### Presenze e reti nei club
Statistiche aggiornate al 26 agosto 2021.
| Stagione          | Squadra           | Campionato        | Campionato | Campionato | Coppe nazionali | Coppe nazionali | Coppe nazionali | Coppe continentali | Coppe continentali | Coppe continentali | Altre coppe | Altre coppe | Altre coppe | Totale | Totale |
| Stagione          | Squadra           | Comp              | Pres       | Reti       | Comp            | Pres            | Reti            | Comp               | Pres               | Reti               | Comp        | Pres        | Reti        | Pres   | Reti   |
| ----------------- | ----------------- | ----------------- | ---------- | ---------- | --------------- | --------------- | --------------- | ------------------ | ------------------ | ------------------ | ----------- | ----------- | ----------- | ------ | ------ |
| 2013              | Suphanburi        | T1                | 22         | 4          |                 | -               | -               |                    | -                  | -                  |             | -           | -           | 22     | 4      |
| 2014              | Suphanburi        | T1                | 29         | 6          |                 | -               | -               |                    | -                  | -                  |             | -           | -           | 29     | 6      |
| Totale Suphanburi | Totale Suphanburi | Totale Suphanburi | 51         | 10         |                 | -               | -               |                    | -                  | -                  |             | -           | -           | 51     | 10     |
| 2015              | Saraburi          | T1                | 28         | 6          |                 | -               | -               |                    | -                  | -                  |             | -           | -           | 28     | 6      |
| 2016              | Sukhothai         | T1                | 29         | 11         |                 | -               | -               |                    | -                  | -                  |             | -           | -           | 29     | 11     |
| 2017              | Sukhothai         | T1                | 20         | 8          |                 | -               | -               | AFC Cup            | 2                  | 0                  |             | -           | -           | 22     | 8      |
| Totale Sukhothai  | Totale Sukhothai  | Totale Sukhothai  | 49         | 19         |                 | -               | -               |                    | 2                  | 0                  |             | -           | -           | 51     | 19     |
| 2018              | Chainat           | T1                | 30         | 12         |                 | -               | -               |                    | -                  | -                  |             | -           | -           | 30     | 12     |
| 2019              | Trat              | T1                | 25         | 7          |                 | -               | -               |                    | -                  | -                  |             | -           | -           | 25     | 7      |
| feb.-giu. 2020    | Rayong            | T1                | 4          | 0          |                 | -               | -               |                    | -                  | -                  |             | -           | -           | 4      | 0      |
| Totale carriera   | Totale carriera   | Totale carriera   | 187        | 53         |                 | -               | -               |                    | 2                  | 0                  |             | -           | -           | 189    | 53     |

## Palmarès

### Club

#### Competizioni nazionali
- Thai FA Cup: 1

Sukhothai: 2016